# ヒドロキシフェニルピルビン酸レダクターゼ
ヒドロキシフェニルピルビン酸レダクターゼ（hydroxyphenylpyruvate reductase, HPRP）は、次の化学反応を触媒する酸化還元酵素である。
3-(4-ヒドロキシフェニル)乳酸 + NAD+ {\displaystyle \rightleftharpoons } 3-(4-ヒドロキシフェニル)ピルビン酸 + NADH + H+
反応式の通り、この酵素の基質は3-(4-ヒドロキシフェニル)乳酸 とNAD+、生成物は3-(4-ヒドロキシフェニル)ピルビン酸とNADHとH+である。
組織名は4-hydroxyphenyllactate:NAD+ oxidoreductaseである。